# 小岩井ことり
小岩井 ことり（こいわい ことり、1990年2月15日 - ）は、日本の女性声優、作詞家、作曲家。京都府京都市出身。ピアレスガーベラ所属。

## 来歴
高校生の時、知人から頼まれてメイクモデルをしたことをきっかけに、ナレーションの仕事を紹介される。初めて挑戦した声の仕事があまりにも楽しかったことから声優になる決意を固める。その後、声優になるきっかけを掴むために関西でテレビやCMのナレーションなど様々な仕事を経て、声優になった。
2011年末、京都弁が話せることが武器になり、テレビアニメ『青の祓魔師』吉国役でテレビアニメデビュー。翌2012年、テレビアニメ『じょしらく』にて自身初のメインキャラクターを務める。2013年、テレビアニメ『断裁分離のクライムエッジ』にて初のヒロインを務める。
また、作詞家・作曲家としても活動しており、声優の田中理恵に楽曲の提供をしていることを公表している。金田朋子がMCを務める『金朋声優ラボ』に出演した際は番組をイメージした楽曲「天才!金朋ラボ」を作詞・作曲して披露した。自身がパーソナリティを務めるラジオ番組『切と祝の断裁分離のクライムレディオ』でも楽曲を披露している。また、自身が出演する「THE IDOLM@STER MILLION LIVE!」の「 M@STER SPARKLE 08」に収録された「Sister」という曲で作詞家・作曲家としてメジャーデビューしている。これは天空橋朋花という小岩井が演じるアイドルの曲で、歌唱も小岩井が行った。肩書は完パケ納品できる唯一無二の声優。
幼少期にメーカー製ノートパソコンを与えられてから他のネット利用者と電子掲示板で交流しており、学生時代にネットゲームを遊ぶために、掲示板からのアドバイスで外付け機器を購入し始めたのを機に、パソコンの知識や自作パソコンの知識を学んでいったため、それらに関する造詣が深い。MIDI検定2級を取得しており、2016年11月にはMIDI検定1級も取得したことを公表している。2018年1月にはダイビングのライセンスを取得したことをブログで報告している。DTMステーションのネット配信番組である『DTMステーションPlus!』に何度かゲストとして出演したり、2018年7月からは自身がMCや番組BGM作曲を務め、DTMや音響といった話も交えたラジオ『ことりの音』が配信されている。
同番組の13回放送（2019年1月24日）の生放送で、BLOOD STAIN CHILDのメンバーRYUとのメタルバンドユニット「DAW（Dual Alter World）」のデビュー発表、上野優華との「ゆう＊こと」の結成発表、所持している音楽機材を使用したDJ活動の開始が発表された。
2019年4月2日には、人口上位2%の知能指数(IQ)を有する者の交流を主たる目的とした非営利団体であるMENSAの会員になったことを報告した。

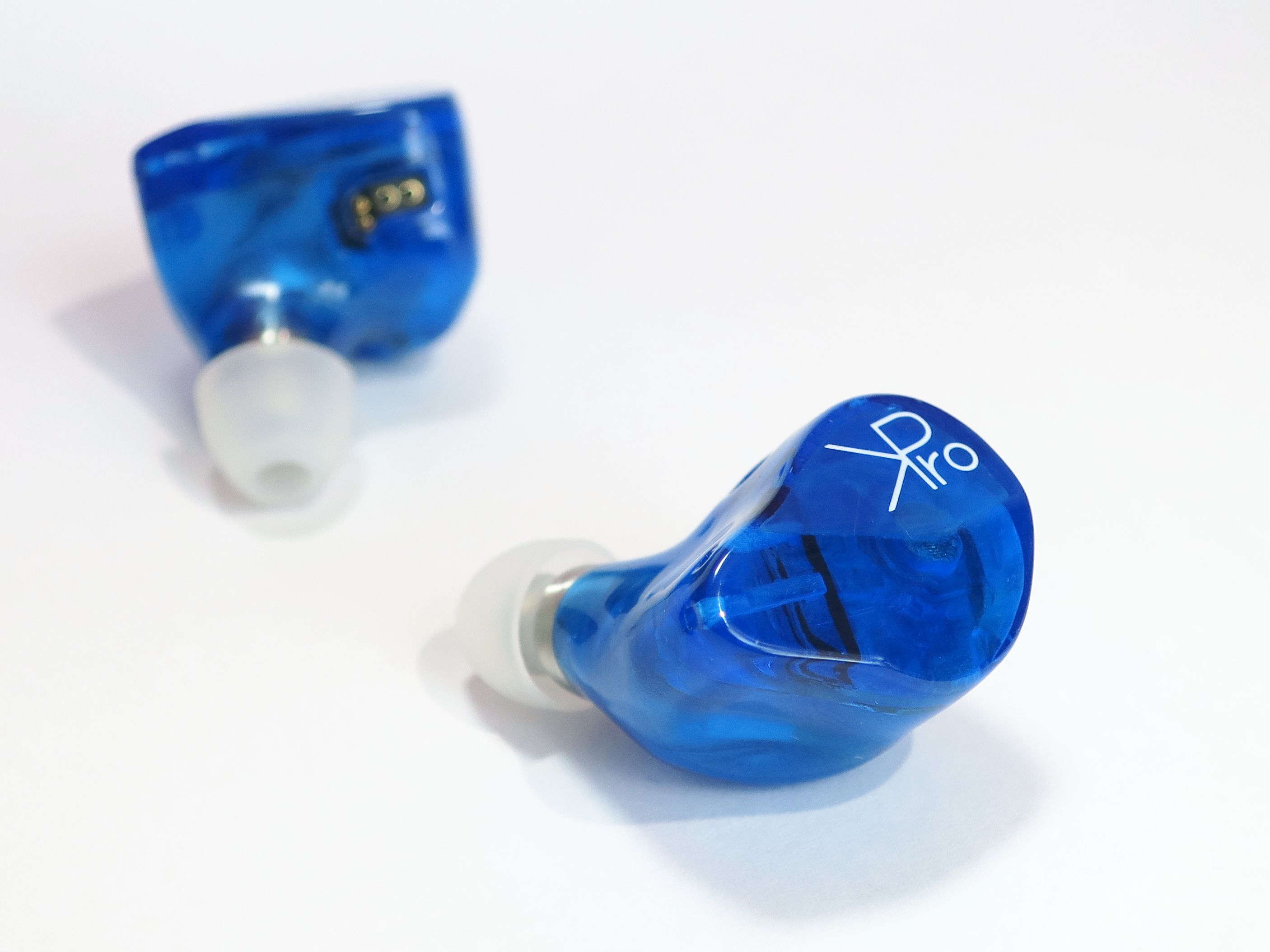
KPro01

上記のような作詞・作曲やDTM活動からオーディオ関連に造詣が深く、2020年にはオウルテック開発の音楽ゲームプレイヤー向けの有線・無線兼用イヤホン「KPro01」の商品企画に参加。同商品のMakuakeでのクラウドファンディングプロジェクトは、目標金額300万円に対し、1億円超の支援が集まっている。
同年10月20日には自身がプロデュースするASMR音声レーベル「kotoneiro」を発足している。
2021年3月6日、第15回声優アワードにてインフルエンサー賞を受賞した。
2022年9月15日、共著論文「レアなモーラを含む日本語歌唱データベースの構築と基礎評価」が情報処理学会・電子情報通信学会情報・システムソサイエティ合同の会議「第20回情報科学技術フォーラム(FIT2021)」においてFIT船井ベストペーパー賞(最優秀賞)を受賞。本研究のために4600文のコーパス文を3通りずつ収録し、50曲ものオリジナル曲を自ら作詞・作曲・歌唱して提供（これにより著作権の制約を緩和）するなどして貢献した。
2023年12月、バンダイナムコミュージックライブが運営するMEWLIVEに所属するVtuber「熊乃ベアトリーチェ」の飼い主兼同居人を務めることが報告された。2024年3月23日、熊乃ベアトリーチェがLantisよりメジャーデビューすることを発表。

## 人物
愛称は、こっこちゃんなど。膝まである長い黒髪をしている。
アニメ『ポケットモンスター』のピカチュウが鳴き声だけで気持ちを伝えていることに感動し声優に憧れる。「声優という仕事が大好きで100歳になっても続けることが夢」と語っている。
生まれ育った家庭環境ゆえに京都弁、大阪弁、広島弁の3つの方言を話すことができる。
趣味・特技は釣り、作詞作曲、DTM、デスボイス。
『のんのんびより』シリーズで共演した村川梨衣、佐倉綾音、阿澄佳奈と仲が良く、りえしょん（村川）、あやねる（佐倉）、あすみ神（阿澄）と呼んでいる。

## 出演
太字はメインキャラクター。

### テレビアニメ
2011年
- 青の祓魔師（吉国）

2012年
- PSYCHO-PASS サイコパス（2012年 - 2014年、船原ゆき） - 2シリーズ
- じょしらく（波浪浮亭木胡桃）

2013年
- 惡の華
- ガッチャマン クラウズ（2013年 - 2015年、宮うつつ） - 2シリーズ
- 神さまのいない日曜日（ギーギー・トートギー、ジジ、生徒）
- ぎんぎつね（吹ちゃん）
- 幻影ヲ駆ケル太陽（村上実里）
- 断裁分離のクライムエッジ（武者小路祝）
- のんのんびより（2013年 - 2021年、宮内れんげ） - 3シリーズ
- ファンタジスタドール（ソネット、すずり、うきわ、メダーリア、レンブラント、女子、マスターA 他）
- みなみけ ただいま（女子生徒）

2014年
- M3〜ソノ黒キ鋼〜（出羽ササメ、ツグミ）
- キャプテン・アース（ミア、ピッツ）
- 咲-Saki- 全国編（夢乃マホ、アナウンス）
- ソウルイーターノット!（カナ・アルタイル、女子生徒B）
- ばらかもん（河本あいこ、女生徒）
- 魔法少女大戦（近衛めぶき）
- メカクシティアクターズ（ヒヨリ / 朝比奈日和）
- ドラゴンコレクション（クレア、青パピー）
- 七つの大罪（2014年 - 2021年、エレイン） - 4シリーズ

2015年
- アイカツ!（2015年 - 2016年、大地のの）
- 血液型くん!2（女子生徒）
- Charlotte（小西）
- ニセコイ:（風）
- ふうせんいぬティニー（ミア）
- ローリング☆ガールズ（つる葉）

2016年
- ALL OUT!!（リリン）
- 田中くんはいつもけだるげ（白石）
- バトルスピリッツ ダブルドライブ（2016年 - 2017年、メイ・メリーハッダ）
- モブサイコ100（マリ）

2017年
- 青の祓魔師 京都不浄王篇（木下、子猫丸〈幼少期〉、女性従業員）
- チェインクロニクル 〜ヘクセイタスの閃〜（ユリアナ）
- アイドル事変（北仲日和）
- サザエさん（豆千代）

2018年
- からかい上手の高木さん（2018年 - 2022年、真野ちゃん） - 3シリーズ
- 弱虫ペダル GLORY LINE（岸神小鞠〈幼少時代〉）
- 3D彼女 リアルガール（2018年 - 2019年、高梨あんず） - 2シリーズ
- おこしやす、ちとせちゃん（女性キャラ全般）
- ゴブリンスレイヤー（2018年 - 2023年、魔術師 / 女魔術師） - 2シリーズ

2019年
- ぱすてるメモリーズ（六郷沙織）
- 戦×恋（早乙女九瑠璃）
- 放課後さいころ倶楽部（渋沢蓮）
- デュエル・マスターズ!!（子どもゼーロ）
- アイカツオンパレード!（2019年 - 2020年、大地のの）

2020年
- けだまのゴンじろー（歌舞毛川子蔵）
- ランウェイで笑って（小栗奏美）
- プリンセスコネクト!Re:Dive（2020年 - 2022年、リン） - 2シリーズ

2021年
- IDOLY PRIDE（アナウンス）
- ゴジラ S.P ＜シンギュラポイント＞（鹿子行江）
- スライム倒して300年、知らないうちにレベルMAXになってました（2021年 - 2025年、クク） - 2シリーズ

2022年
- であいもん（春心）
- ブッチギレ!（お加代）
- ぼっち・ざ・ろっく!（PAさん、ジミヘン）

2023年
- D4DJ All Mix（海原ミチル）
- The Legend of Heroes 閃の軌跡 Northern War（ミリアム・オライオン）
- 異世界のんびり農家（クラカッセ）
- アイドルマスター ミリオンライブ!（天空橋朋花）

2024年
- SHY 東京奪還編（天王寺曖）
- エルフさんは痩せられない。（児穂）
- 甘神さんちの縁結び（2024年 - 2025年、きせき園の子供、少女の母親）
- 最凶の支援職【話術士】である俺は世界最強クランを従える（ノーム）

2025年
- メダリスト（大和絵馬）
- 桃源暗鬼（芽衣）

### 劇場アニメ
2011年
- friends もののけ島のナキ（クッチー）
- ポンタと遠足（ポンタ）

2013年
- PERSONA3 THE MOVIE #1 Spring of Birth（女子生徒B）

2015年
- アイカツ! ミュージックアワード みんなで賞をもらっちゃいまSHOW!（大地のの）

2016年
- アイカツ! 〜ねらわれた魔法のアイカツ!カード〜（大地のの）
- チェインクロニクル 〜ヘクセイタスの閃〜（ユリアナ）

2017年
- 劇場版 はいからさんが通る 前編 〜紅緒、花の17歳〜（女学生）

2018年
- えんぎもん（小梅）
- リズと青い鳥（吹奏楽部員）
- 劇場版 のんのんびより ばけーしょん（宮内れんげ）

2021年
- 劇場版 七つの大罪 光に呪われし者たち（エレイン）

2022年
- 劇場版 からかい上手の高木さん（真野ちゃん）

2025年
- アイカツ!×プリパラ THE MOVIE -出会いのキセキ!-（大地のの）

### OVA
2013年
- じょしらく（波浪浮亭木胡桃） - 原作第5巻OAD付き特装版

2014年
- 侵略!イカ娘（女の子A） - 原作第17巻OVA付き限定版
- チェインクロニクル 〜ショートアニメ〜（リンセ、ユニ）
- のんのんびより（2014年 - 2022年、宮内れんげ） - コミックス第7・10巻・のんのんびよりりめんばーOAD付き特装版

2015年
- たまゆら〜卒業写真〜（浜田環奈）
- ニセコイ（風 / ウィンドル） - 原作第17巻・21巻OVA付き特装版
- 七つの大罪（エレイン） - 原作第15巻OAD付き特装版

2018年
- からかい上手の高木さん（真野） - コミックス第9巻OAD付き特別版

2021年
- Fate/Grand Carnival（オペレーター）

### Webアニメ
2000年代
- するめいか（2009年 - 2011年、糸井楓、榊原諒、糸井薄）- 3シリーズ

2010年代
- ガッチャマン クラウズ インサイト（2015年、宮うつつ）
- 田中くんは今日もけだるげ（2016年、白石）
- ガールフレンド(♪)（2016年、牧瀬昴）
- ニンジャボックス（2019年、コケにぃ、女性警察官）

2020年代
- 幼女社長（2021年、デザイナー、迷子）
- 青い羽みつけた!（2021年、スズメ）
- 七つの大罪 怨嗟のエジンバラ（2022年、エレイン）

### ゲーム
2013年
- アイドルマスター ミリオンライブ!（2013年 - 2017年、天空橋朋花）
- 圧倒的遊戯 ムゲンソウルズZ（ティオニー）
- Wake Up, Girls! ステージの天使（二宮仁美）
- 英雄伝説 閃の軌跡（ミリアム・オライオン）
- サモンナイト5（プリモ） - 3作品
- 死神稼業〜怪談ロマンス〜（藤代歩）
- 星霜のアマゾネス（クイーン）
- チェインクロニクル（リンセ、ユニ 他）
- とある魔術と科学の群奏活劇（桜坂風雅）
- 百年戦記 ユーロ・ヒストリア
- 嫁コレ（波浪浮亭木胡桃、宮内れんげ、小岩井ことり〈本人役〉）

2014年
- アンジュ・ヴィエルジュ 〜第2風紀委員 ガールズバトル〜（ウェンディ、瀬尾アスカ、ナツナ・トオナギ）
- ウチの姫さまがいちばんカワイイ（リリアン・フォクス）
- 英雄伝説 閃の軌跡 II（ミリアム・オライオン）
- M3〜ソノ黒キ鋼〜///MISSION MEMENTO MORI（出羽ササメ、ツグミ）
- グランブルーファンタジー（2014年 - 2024年、ダエッタ、ミニゴブリンメイジ）
- 車なごコレクション（GT-R）
- シャリーのアトリエ 〜黄昏の海の錬金術士〜（シャリステラ）
- 神撃のバハムート（ミニゴブリンメイジ）
- チェインクロニクル 〜絆の新大陸〜
- チェインクロニクルV
- 超女神信仰 ノワール 激神ブラックハート（レストア）
- トキメキファンタジー ラテール 2nd season（シャリステラ）
- 魔法少女大戦 ZANBATSU（近衛めぶき）
- リング☆ドリーム 女子プロレス大戦（古代ウズメ、パピヨン羽田）

2015年
- アイカツ! My No.1 Stage!（大地のの）
- ガールフレンド（♪）（牧瀬昴）
- キャプテン・アース Mind Labyrinth（ピッツ）
- クイズRPG 魔法使いと黒猫のウィズ（2015年 - 2025年、クリネア・マキア、織機ミホロ、クエーロ）
- 幻獣契約クリプトラクト（2015年 - 2023年、フランシール、ユグドラシル、ホアン）
- 咲-Saki-全国編（夢乃マホ）
- 白猫プロジェクト（フラン・ポワリエ）
- ソウル・オブ・セブンス（ターユ）
- 七つの大罪 真実の冤罪（エレイン）
- プリンセスコネクト!（森近鈴）
- モンスターハンター フロンティアG（主人公ボイス）
- ゆるかみ!（宇治山ちゃちゃ、彦根風夏）
- 妖怪百姫たん!（宮内れんげ）

2016年
- アイカツ!（大地のの）
- アイカツ! フォトonステージ!!（大地のの）
- アイドル事変（北仲日和）
- あんさんぶるガールズ!!（遠見ちか）
- ガールフレンド（仮）（2016年 - 2023年、牧瀬昴）
- 逆転オセロニア（2016年 - 2023年、ニケ、エレイン）
- Shadowverse（ミニゴブリンメイジ）
- 白猫テニス（フラン・ポワリエ）
- スクールガールストライカーズ（フェイ・リー）
- すくみず!〜すくみ荘ミッションZ〜（黒重萌）
- マジガーーーーール!!!（雨ヶ谷紗南）
- りっく☆じあ〜す（久居真津梨、AH64-D）

2017年
- アイドルマスター ミリオンライブ! シアターデイズ（2017年 - 2024年、天空橋朋花）
- 英雄伝説 閃の軌跡 III（ミリアム・オライオン）
- オルタンシア・サーガ -蒼の騎士団-（ユリアナ）
- ぱすてるメモリーズ（六郷沙織）
- プリンセス・プリンシパル GAME OF MISSON（ティナ・フライホイール）
- モン娘☆は〜れむ（エリッシュ）
- ららマジ（伊藤萌）

2018年
- プリンセスコネクト！Re:Dive（2018年 - 2024年、リン / 森近鈴）
- オルターレコードアジャストメント（アーサー）
- 編隊少女 -フォーメーションガールズ-（綾小路雪歌）

2019年
- ネルケと伝説の錬金術士たち 〜新たな大地のアトリエ〜（シャリステラ）
- グラフィティスマッシュ（メイドのヒナ）
- 共闘ことばRPG コトダマン（2019年 - 2024年、ンチュミ聖命、ジミヘン、PAさん）
- 荒野のコトブキ飛行隊 大空のテイクオフガールズ!（ネム）
- ワールドフリッパー（リコ）

2020年
- ドラガリアロスト（ゴウニュ&クレーニュ）
- レッド：プライドオブエデン（キキ）
- ステーションメモリーズ!（作草部チコ〈2代目〉）
- 英雄伝説 創の軌跡（ミリアム・オライオン）
- アズールレーン（涼月）

2021年
- 妖怪ウォッチ ぷにぷに（エレイン）
- D4DJ Groovy Mix（2021年 - 2024年、海原ミチル）
- D.C.4 Fortunate Departures 〜ダ・カーポ4〜 フォーチュネイトデパーチャーズ（謎の少女）
- アカシッククロニクル～黎明の黙示録（マイヤ、アンジェラ）
- ブレイブソード×ブレイズソウル（アラストル＝リナ）
- モナーク/Monark（駿河台こころ）

2022年
- 原神（雲菫）
- プリコネ！グランドマスターズ（リン）

2023年
- D.C.5 〜ダ・カーポ5〜（八坂愛乃亜）
- BLUE PROTOCOL（プレイヤー）
- 六本木サディスティックナイト（大場ミサト）
- クライマキナ/CRYMACHINA（ヴィダ）
- レスレリアーナのアトリエ 〜忘れられた錬金術と極夜の解放者〜（2023年 - 2024年、シャリステラ）
- フォートナイト「Electrify the world」（YUKI）

2024年
- D.C.5 Future Link ～ダ・カーポ5～ フューチャーリンク（八坂愛乃亜）
- けものティータイム（タルト）

### ドラマCD
2009年
- テイルズ オブ ヴェスペリア
- ぼくたちと駐在さんの700日戦争 Vol.2

2011年
- L・DK

2012年
- 部長、意外……。〜高野くんとゆかいな仲間たち〜

2013年
- アインザッツ（有馬真里）
- 断裁分離のクライムエッジ（武者小路祝）
  - 原作第7巻ドラマCD付き限定版
  - ドラマCDアルバム「二人のその前」

- まほうつかいの箱 スターリット・マーマレード Vol.2（ハリエット・フリーゼ）
- ライアー×ライアー

2014年
- オフィシャルドラマCD チェインクロニクル vol.1・2
- キャンディポップナイトメア（森ヶ崎ひつじ）
- TVアニメ のんのんびより ドラマCD（宮内れんげ）

2015年
- アイドルマスター ミリオンライブ！ シリーズ（2015年 - 2022年、天空橋朋花〈クリスティーナ〉）

2016年
- 校歌斉唱！私立茶熊学園（フラン）
- 田中くんはいつもけだるげ（白石）
- 艶が〜るドラマCD 徳川慶喜 本編 第一巻 柳の抄〜第四巻 明の抄（花里）

2017年
- 剣士を目指して入学したのに魔法適性9999なんですけど!?（ミサキ） - 第4巻ドラマCD付き限定特装版
- バトルスピリッツ ダブルドライブ オリジナルドラマCD「究極! 試練の三番勝負!」（メイ・メリーハッダ）

2018年
- TVアニメ/データカードダス『アイカツ!』&『アイカツスターズ!』スペシャルドラマCD（大地のの）

2019年
- アイショタ（井田書幸一） - 同人作品

### オーディオドラマ
- 大国チートなら異世界征服も楽勝ですよ?（2018年、ヒルデガルト[163][164]）
- おしごとねいろ 〜家庭教師編〜（2020年、奥池未鈴[22][165]）
- 耳もとハートビート by小岩井ことり（2020年）※小岩井ことりの心音（心臓の鼓動）を録音[166]
- 六本木サディスティックナイト（2021年、大場ミサト[167]）
- 桜木学園癒やし部～1年A組・田中塔子編〜たっぷり耳かき〜（2021年、田中塔子[168]
- のんのんねいろ 〜宮内れんげ〜（2021年、宮内れんげ[169][170]）
- 耳もとオノマトペ by小岩井ことり（2021年[171]）

### ラジオCD
- DJCD 【ガールズ落語ラジオ】 じょしらじ 其之壱（2012年）
- ラジオCD 【ガールズ落語ラジオ】 じょしらじ 其之壱 - 弐（2012年）
- ラジオCD のんのんびよりうぇぶらじお のんのんだより!なのん いち - さん（2014年）
- アニメじょしらく Blu-ray BOX特典DVD-ROM じょしらじ新規録り下ろし（2015年）
- ラジオCD のんのんだより りぴーと! なのん いち - さん（2015年 - 2016年）

### ラジオ
※はインターネット配信。
- 【ガールズ落語ラジオ】 じょしらじ（2012年、音泉※）[5]
- 今日のあきらさん。明日のかつゆきさん。（2012年 - 、声優アニメイト※）アシスタント
- 切と祝の断裁分離のクライムレディオ（2013年、音泉※）[5]
- a-FANFAN（2013年、USEN※）2013年9月第5週DJ
- ことりの音（2018年 - 、ニコニコ生放送※）

### テレビ番組
※はインターネット配信。
- 24時間テレビ31（読売テレビ）
- ゴジカル!（四国放送）
- ワールドコレクションゴールド（2009年、毎日放送）
- マジックトレジャー for You!（2010年、スカパー!エンタ!371）
- 女子落語協会一門の女子トーーーク!（2012年、ニコニコ生放送※）
- りえしょんのアトリエしょん（2014年、ニコニコ生放送※）
- のんのんびよりってなんなのん!!?（2015年、テレビ東京）
- 「のんのんびより りぴーと」声優ミニ番組「駄菓子でのんびり楽しむのん」（2015年、AT-X）
- 小岩井ことりになってみた（2021年2月 - 、ニコニコ生放送〈ニコニコチャンネル〉、youtube※）

### デジタルコミック
- 聖女なのに国を追い出されたので、崩壊寸前の隣国へ来ました（2024年、リーシャ[172]） - 2025年にテレビ放送

### CM
- 『つくばテレビ』CM ナレーション
- 月刊コミックアライブ
- のんのんびより（宮内れんげ 役）
- シャリーのアトリエ 〜黄昏の海の錬金術士〜（シャリステラ 役）
- au WALLET CM ネコ語ドラマ「にゃにゃにゃにゃ食堂」（佐久間ハナ 役）
- のんのんびより りぴーと TVCM（宮内れんげ 役）
- アイカツ!（大地のの 役）
- TBSラジオサウンドステッカー（ワイドFM版）[173][174]
- らしんばん なっとく買取[175]

### ナレーション
- 日本BBQ協会[5]
- プラネタリウム番組 「月の不思議」[5]
- MAGネット（NHK）[5]
- ワールドコレクションゴールド（毎日放送）[5]

### 舞台
- LIAR GAME murder mystery『爆発廃工場 〜犯人の挑戦状〜』『首切りホテル 〜最後の夜宴〜』（2024年6月13日、飛行船シアター）[176]

### 映像商品
- THE IDOLM@STER MILLION LIVE! 2ndLIVE ENJOY H@RMONY!! Live Blu-ray Day1（2015年）[177]
- THE IDOLM@STER MILLION LIVE! 3rdLIVE TOUR BELIEVE MY DRE@M!! LIVE Blu-ray 07@MAKUHARI【DAY1】（2017年）[178]
- THE IDOLM@STER MILLION LIVE! 4thLIVE TH@NK YOU for SMILE! LIVE Blu-ray DAY1/DAY2/DAY3（2018年）[179][180][181][182]
- THE IDOLM@STER 765 MILLIONSTARS HOTCHPOTCH FESTIV@L!! LIVE Blu-ray DAY2（2018年）[183][184]
- THE IDOLM@STER MILLION LIVE! 5thLIVE BRAND NEW PERFORM@NCE!!! LIVE Blu-ray DAY2（2019年）[185]
- THE IDOLM@STER MILLION LIVE! 6thLIVE TOUR UNI-ON@IR!!!! LIVE Blu-ray（2020年）[186][187]
- THE IDOLM@STER MILLION LIVE! 7thLIVE Q@MP FLYER!!! Reburn LIVE Blu-ray DAY1（2022年）[188][189][190]
- THE IDOLM@STER M@STERS OF IDOL WORLD!!!!! 2023 Blu-ray PERFECT BOX!!!!!（2023年）[191]
- THE IDOLM@STER MILLION LIVE! 9thLIVE ChoruSp@rkle!! LIVE Blu-ray DAY2（2024年）[192][193]

### 雑誌
- 声優グランプリ2012年8月号 9月号 10月号別冊付録BOOK 2013年5月号
- 週刊少年マガジン2012年31号
- ヤングガンガン2013年No.02号 巻中グラビア
- 週刊プレイボーイ2013年12月9日号 巻頭特集「2014ツギクル美少女100人」声優部門
- 月刊Audition[要文献特定詳細情報]
- 週刊アスキー2010年1月26日号（アニメ「するめいか」特集ページ）
- 別冊少年マガジン2012年6月号 7月号 8月号 9月号
- メガミマガジン2012年10月号
- 声優パラダイスvol.13 巻中グラビア
- 月刊コミックアライブ2013年2月号 3月号 4月号 5月号 7月号表紙グラビア&付録ポスター
- EX大衆2014年7月号 Nogimate
- 電撃PlayStation2014年vol.569 『シャリー』＆TVアニメ「エスロジ」ダブル”黄昏”特集
- 週刊ファミ通2014年7月31日号 音どけ
- 週刊少年マガジン2014年49号 （アニメ「七つの大罪」インタビュー）
- GetNavi 連載「やりすぎ!?ことりズム」

### アプリ
- しゃべってコンシェル（2014年、宮内れんげ[194]）
- アイカツ!しゃべるスタンプ（2015年、大地のの）
- のんのんアラーム〜れんげ編〜（れんげアラーム）（2016年、宮内れんげ[195]）
- のんのんびより アラーム〜いつでもいっしょなのん！〜（2018年、宮内れんげ[196]）

### パチンコ・パチスロ
- ジャッカスチーム（2015年、クロエ[197]）
- Pフィーバー アイドルマスター ミリオンライブ!（2021年、天空橋朋花[198]）
- パチスロ アイドルマスター ミリオンライブ!（2021年、天空橋朋花[199]）

### その他コンテンツ
- 京都府音訳図書[5]
- クラリオン 方言版ダウンロードボイス（宝月美琴[200]）
- 『Re:Union 2 〜fraternity CASE御苑学園』（篠崎みく）
- VOCALOID5 鳴花ヒメ・ミコト（鳴花ヒメ・ミコトの音声データ[201]）
- ガイノイドTALK 鳴花ヒメ・ミコト（鳴花ヒメ・ミコトの音声データ[201]）
- NEUTRINO・VOICEVOX No.7 / SEVEN（No.7 / SEVENの音声データ、および学習用楽曲データ50曲提供、ほか）

## ディスコグラフィ

### キャラクターソング
| 発売日   | 商品名                                                                           | 歌 | 楽曲                                                                                              | 備考                                                                             |
| 2012年   | 2012年                                                                           | 2012年 | 2012年                                                                                            | 2012年                                                                           |
| -------- | -------------------------------------------------------------------------------- | --- | ------------------------------------------------------------------------------------------------- | -------------------------------------------------------------------------------- |
| 8月15日  | お後がよろしくって…よ!                                                           | 極♨落女会 | 「お後がよろしくって…よ!」                                                                        | テレビアニメ『じょしらく』オープニングテーマ                                     |
| 8月15日  | お後がよろしくって…よ!                                                           | 極♨落女会 | 「れんあいこわい」                                                                                | テレビアニメ『じょしらく』関連曲                                                 |
| 11月28日 | じょしらく BD&DVD 第3巻特典CD                                                    | 波浪浮亭木胡桃（小岩井ことり） | 「きゃんでぃはあとにご用心」                                                                      | テレビアニメ『じょしらく』関連曲                                                 |
| 2013年   |                                                                                  | |                                                                                                   |                                                                                  |
| 4月24日  | THE IDOLM@STER LIVE THE@TER PERFORMANCE 01 Thank You!                            | 765 MILLIONSTARS | 「Thank You!」                                                                                    | ゲーム『アイドルマスター ミリオンライブ!』テーマソング                           |
| 4月24日  | THE IDOLM@STER LIVE THE@TER PERFORMANCE 01 Thank You!                            | 765THEATER ALLSTARS | 「Thank You!」                                                                                    | ゲーム『アイドルマスター ミリオンライブ!』テーマソング                           |
| 5月29日  | THE IDOLM@STER LIVE THE@TER PERFORMANCE 02                                       | 天空橋朋花（小岩井ことり） | 「Maria Trap」                                                                                    | ゲーム『アイドルマスター ミリオンライブ！』関連曲                                |
| 5月29日  | THE IDOLM@STER LIVE THE@TER PERFORMANCE 02                                       | 天海春香（中村繪里子）、天空橋朋花（小岩井ことり）、七尾百合子（伊藤美来）、箱崎星梨花（麻倉もも）、最上静香（田所あずさ） | 「Legend Girls!!」                                                                                | ゲーム『アイドルマスター ミリオンライブ！』関連曲                                |
| 11月6日  | のんのん日和                                                                     | 宮内れんげ（小岩井ことり）、一条蛍（村川梨衣）、越谷夏海（佐倉綾音）、越谷小鞠（阿澄佳奈） | 「のんのん日和」                                                                                  | テレビアニメ『のんのんびより』エンディングテーマ                                 |
| 2014年   |                                                                                  | |                                                                                                   |                                                                                  |
| 1月24日  | 断裁分離のクライムエッジ BD&DVD 第7巻特典CD                                      | 武者小路祝（小岩井ことり） | 「硝子の三日月」                                                                                  | テレビアニメ『断裁分離のクライムエッジ』エンディングテーマ                       |
| 4月25日  | のんのんびより BD&DVD 第5巻特典CD                                                | 宮内れんげ（小岩井ことり） | 「ピカピカなのん」                                                                                | テレビアニメ『のんのんびより』関連曲                                             |
| 5月28日  | のんのんびより BD&DVD 第6巻特典CD                                                | 宮内れんげ（小岩井ことり）、一条蛍（村川梨衣） | 「いっしょに帰ろう」                                                                              | テレビアニメ『のんのんびより』関連曲                                             |
| 11月5日  | M3〜ソノ黒キ鋼〜 BD&DVD-BOX 第1巻オリジナル・サウンドトラックVol.1               | 出羽ササメ（小岩井ことり） | 「躯ノ歌/ササメ」                                                                                 | テレビアニメ『M3〜ソノ黒キ鋼〜』関連曲                                           |
| 2015年   |                                                                                  | |                                                                                                   |                                                                                  |
| 2月3日   | M3〜ソノ黒キ鋼〜 BD&DVD-BOX 第2巻オリジナル・サウンドトラックVol.4               | ツグミ（小岩井ことり） | 「躯ノ歌〜ツグミ〜/ツグミ」                                                                       | テレビアニメ『M3〜ソノ黒キ鋼〜』関連曲                                           |
| 3月25日  | THE IDOLM@STER LIVE THE@TER HARMONY 09                                           | ミルキーウェイ | 「星屑のシンフォニア」 「Welcome!!」                                                              | ゲーム『アイドルマスター ミリオンライブ！』関連曲                                |
| 3月25日  | THE IDOLM@STER LIVE THE@TER HARMONY 09                                           | 天空橋朋花（小岩井ことり） | 「鳥籠スクリプチュア」                                                                            | ゲーム『アイドルマスター ミリオンライブ！』関連曲                                |
| 4月4日   | THE IDOLM@STER LIVE THE@TER SOLO COLLECTION Vol.01                               | 天空橋朋花（小岩井ことり） | 「星屑のシンフォニア」                                                                            | ゲーム『アイドルマスター ミリオンライブ！』関連曲                                |
| 9月9日   | おかえり                                                                         | 宮内れんげ（小岩井ことり）、一条蛍（村川梨衣）、越谷夏海（佐倉綾音）、越谷小鞠（阿澄佳奈） | 「おかえり」                                                                                      | テレビアニメ『のんのんびより りぴーと』エンディングテーマ                        |
| 9月9日   | のんのんびより きゃらくたーそんぐ べすと なのん!                                 | 宮内れんげ（小岩井ことり）、越谷小鞠（阿澄佳奈） | 「おゆうぎするん〜あわれぽんぽこ節〜」                                                            | テレビアニメ『のんのんびより りぴーと』関連曲                                    |
| 9月18日  | のんのんびより りぴーと BD&DVD 第1巻特典CD                                       | 宮内れんげ（小岩井ことり） | 「にゃんぱす行進曲」                                                                              | テレビアニメ『のんのんびより りぴーと』関連曲                                    |
| 9月30日  | THE IDOLM@STER LIVE THE@TER DREAMERS 01 Dreaming!                                | MILLION ALLSTARS | 「Welcome!!」                                                                                     | ゲーム『アイドルマスター ミリオンライブ！』関連曲                                |
| 12月23日 | THE IDOLM@STER LIVE THE@TER DREAMERS 04                                          | 秋月律子（若林直美）、伊吹翼（Machico）、エミリー スチュアート（郁原ゆう）、篠宮可憐（近藤唯）、我那覇響（沼倉愛美）、佐竹美奈子（大関英里）、高山紗代子（駒形友梨）、天空橋朋花（小岩井ことり）、中谷育（原嶋あかり）、水瀬伊織（釘宮理恵）         | 「Dreaming!」                                                                                     | ゲーム『アイドルマスター ミリオンライブ！』関連曲                                |
| 12月23日 | THE IDOLM@STER LIVE THE@TER DREAMERS 04                                          | 天空橋朋花（小岩井ことり）、中谷育（原嶋あかり） | 「HELLO, YOUR ANGEL♪」                                                                            | ゲーム『アイドルマスター ミリオンライブ！』関連曲                                |
| 2016年   |                                                                                  | |                                                                                                   |                                                                                  |
| 1月27日  | のんのんびより りぴーと BD&DVD 第5巻特典CD                                       | 宮内れんげ（小岩井ことり）、宮内一穂（名塚佳織）、宮内ひかげ（福圓美里） | 「姉妹ライフトーキング」                                                                          | テレビアニメ『のんのんびより りぴーと』関連曲                                    |
| 1月27日  | 校歌斉唱! 私立茶熊学園                                                           | ザック（中島ヨシキ）、フラン（小岩井ことり）、ミラ（下田屋有依） | 「微力ながらGO!」                                                                                 | ゲーム『白猫プロジェクト』関連曲                                                 |
| 1月27日  | 校歌斉唱! 私立茶熊学園                                                           | 茶熊学園生徒一同と学長 | 「校歌斉唱! 私立茶熊学園」                                                                        | ゲーム『白猫プロジェクト』関連曲                                                 |
| 1月30日  | THE IDOLM@STER LIVE THE@TER SOLO COLLECTION Vo.03 Vocal Edition                  | 天空橋朋花（小岩井ことり） | 「HELLO, YOUR ANGEL♪」                                                                            | ゲーム『アイドルマスター ミリオンライブ！』関連曲                                |
| 8月24日  | 私立茶熊学園ベストアルバム                                                       | 茶熊学園生徒一同と学長 | 「校歌斉唱! 私立茶熊学園」                                                                        | ゲーム『白猫プロジェクト』関連曲                                                 |
| 8月26日  | 田中くんはいつもけだるげ 3 BD&DVD特典CD                                          | 白石（小岩井ことり） | 「何気ない時間」                                                                                  | テレビアニメ『田中くんはいつもけだるげ』関連曲                                   |
| 9月7日   | THE IDOLM@STER THE@TER ACTIVITIES 01                                             | 七尾百合子（伊藤美来）、天空橋朋花（小岩井ことり）、箱崎星梨花（麻倉もも）、松田亜利沙（村川梨衣）、ロコ（中村温姫） | 「創造は始まりの風を連れて」 「DIAMOND DAYS」                                                     | ゲーム『アイドルマスター ミリオンライブ！』関連曲                                |
| 2017年   |                                                                                  | |                                                                                                   |                                                                                  |
| 1月11日  | THE IDOLM@STER LIVE THE@TER FORWARD 02 BlueMoon Harmony                          | ピスケス | 「P.S I Love You」                                                                                | ゲーム『アイドルマスター ミリオンライブ！』関連曲                                |
| 1月11日  | THE IDOLM@STER LIVE THE@TER FORWARD 02 BlueMoon Harmony                          | BlueMoon Harmony | 「brave HARMONY」                                                                                 | ゲーム『アイドルマスター ミリオンライブ！』関連曲                                |
| 3月9日   | THE IDOLM@STER LIVE THE@TER SOLO COLLECTION 04 BlueMoon Theater                  | 天空橋朋花（小岩井ことり） | 「Legend Girls!!」                                                                                | ゲーム『アイドルマスター ミリオンライブ！』関連曲                                |
| 3月22日  | Honey Moon Cafe                                                                  | ハニートラップ | 「Honey Moon Cafe」                                                                               | テレビアニメ『アイドル事変』挿入歌                                               |
| 3月22日  | Honey Moon Cafe                                                                  | ハニートラップ | 「恋のhide&seek」                                                                                 | ゲーム『アイドル事変』関連曲                                                     |
| 4月19日  | ガールフレンド（仮） キャラクターソングシリーズ Vol.04                           | 鳳 | 「君の手」                                                                                        | ゲーム『ガールフレンド（仮）』関連曲                                             |
| 7月26日  | THE IDOLM@STER MILLION THE@TER GENERATION 01 Brand New Theater!                  | 765 MILLION ALLSTARS | 「Brand New Theater!」                                                                            | ゲーム『アイドルマスター ミリオンライブ! シアターデイズ』テーマソング            |
| 7月26日  | THE IDOLM@STER MILLION THE@TER GENERATION 01 Brand New Theater!                  | 765 MILLION ALLSTARS | 「Dreaming!」                                                                                     | ゲーム『アイドルマスター ミリオンライブ！ シアターデイズ』関連曲                 |
| 11月22日 | THE IDOLM@STER MILLION THE@TER GENERATION 02 フェアリースターズ                  | フェアリースターズ | 「Brand New Theater!」                                                                            | ゲーム『アイドルマスター ミリオンライブ！ シアターデイズ』関連曲                 |
| 2018年   |                                                                                  | |                                                                                                   |                                                                                  |
| 2月28日  | THE IDOLM@STER MILLION THE@TER GENERATION 05 夜想令嬢 -GRAC&E NOCTURNE-          | 夜想令嬢 -GRAC&E NOCTURNE- | 「昏き星、遠い月」 「Everlasting」                                                                | ゲーム『アイドルマスター ミリオンライブ！ シアターデイズ』関連曲                 |
| 4月4日   | THE IDOLM@STER MILLION LIVE! M@STER SPARKLE 08                                   | 天空橋朋花（小岩井ことり） | 「Sister」                                                                                        | ゲーム『アイドルマスター ミリオンライブ！ シアターデイズ』関連曲                 |
| 4月4日   | THE IDOLM@STER MILLION LIVE! M@STER SPARKLE 08                                   | 765 MILLION ALLSTARS | 「Brand New Theater!」                                                                            | ゲーム『アイドルマスター ミリオンライブ！ シアターデイズ』関連曲                 |
| 6月1日   | THE IDOLM@STER LIVE THE@TER SOLO COLLECTION 06 フェアリースターズ                | 天空橋朋花（小岩井ことり） | 「創造は始まりの風を連れて」                                                                      | ゲーム『アイドルマスター ミリオンライブ！』関連曲                                |
| 8月25日  | 劇場版 のんのんびより ばけーしょん オリジナルサウンドトラック                    | 宮内れんげ（小岩井ことり）、一条蛍（村川梨衣）、越谷夏海（佐倉綾音）、越谷小鞠（阿澄佳奈） | 「おもいで」                                                                                      | 劇場アニメ『劇場版 のんのんびより ばけーしょん』エンディングテーマ               |
| 8月29日  | THE IDOLM@STER MILLION THE@TER GENERATION 11 UNION!!                             | 765 MILLION ALLSTARS | 「UNION!!」 「Welcome!!」                                                                         | ゲーム『アイドルマスター ミリオンライブ！ シアターデイズ』関連曲                 |
| 2019年   |                                                                                  | |                                                                                                   |                                                                                  |
| 4月26日  | THE IDOLM@STER THE@TER SOLO COLLECTION 07 FAIRY STARS                            | 天空橋朋花（小岩井ことり） | 「DIAMOND DAYS」                                                                                  | ゲーム『アイドルマスター ミリオンライブ！』関連曲                                |
| 7月24日  | THE IDOLM@STER MILLION THE@TER WAVE 01 Flyers!!!                                 | 765 MILLION ALLSTARS | 「Flyers!!!」                                                                                     | ゲーム『アイドルマスター ミリオンライブ！ シアターデイズ』関連曲                 |
| 11月20日 | UP-DATE × PLEASE!!! ver 2.6.9                                                    | 早乙女二葉（原由実）、早乙女六海（日高里菜）、早乙女九瑠璃（小岩井ことり） | 「UP-DATE × PLEASE!!! ver 2.6.9」                                                                 | テレビアニメ『戦×恋』エンディングテーマ                                          |
| 11月20日 | UP-DATE × PLEASE!!! ver 2.6.9                                                    | 早乙女一千花（内山夕実）、早乙女二葉（原由実）、早乙女三沙（清水彩香）、早乙女四乃（逢田梨香子）、早乙女五夜（加隈亜衣）、早乙女六海（日高里菜）、早乙女七樹（本渡楓）、早乙女八雲（河瀬茉希）、早乙女九瑠璃（小岩井ことり）                         | 「UP-DATE × PLEASE!!!!!!!!!」                                                                     | テレビアニメ『戦×恋』関連曲                                                      |
| 11月20日 | UP-DATE × PLEASE!!! 全巻購入特典CD                                               | 早乙女一千花（内山夕実）、早乙女二葉（原由実）、早乙女三沙（清水彩香）、早乙女四乃（逢田梨香子）、早乙女五夜（加隈亜衣）、早乙女六海（日高里菜）、早乙女七樹（本渡楓）、早乙女八雲（河瀬茉希）、早乙女九瑠璃（小岩井ことり）、亜久津拓真（広瀬裕也） | 「UP-DATE × PLEASE!!!!!!!!! Ver. X」                                                              | テレビアニメ『戦×恋』関連曲                                                      |
| 2020年   |                                                                                  | |                                                                                                   |                                                                                  |
| 2月26日  | THE IDOLM@STER MILLION THE@TER WAVE 06 花咲夜                                    | 花咲夜 | 「百花は月下に散りぬるを」 「矛盾の月」                                                           | ゲーム『アイドルマスター ミリオンライブ！ シアターデイズ』関連曲                 |
| 6月24日  | プリンセスコネクト！Re:Dive PRICONNE CHARACTER SONG 16                           | マヒル（新田恵海）、リン（小岩井ことり） | 「Heartful Place」                                                                                | ゲーム『プリンセスコネクト！Re:Dive』挿入歌                                      |
| 6月24日  | プリンセスコネクト！Re:Dive PRICONNE CHARACTER SONG 16                           | リン（小岩井ことり） | 「Heartful Place」                                                                                | ゲーム『プリンセスコネクト！Re:Dive』挿入歌                                      |
| 8月26日  | THE IDOLM@STER MILLION THE@TER WAVE 10 Glow Map                                  | 765 MILLION ALLSTARS | 「Glow Map」                                                                                      | ゲーム『アイドルマスター ミリオンライブ！ シアターデイズ』関連曲                 |
| 8月26日  | THE IDOLM@STER MILLION THE@TER WAVE 10 Glow Map                                  | 伊吹翼（Machico）、天空橋朋花（小岩井ことり）、永吉昴（斉藤佑圭）、エミリースチュアート（郁原ゆう）、七尾百合子（伊藤美来） | 「Do the IDOL!!〜断崖絶壁チュパカブラ〜」                                                         | ゲーム『アイドルマスター ミリオンライブ！ シアターデイズ』関連曲                 |
| 12月23日 | 荒野のコトブキ飛行隊 大空のテイクオフガールズ！ チームソングミニアルバム         | ムラクモ空賊団 | 「繚乱天華」                                                                                      | ゲーム『荒野のコトブキ飛行隊 大空のテイクオフガールズ！』関連曲                  |
| 2021年   |                                                                                  | |                                                                                                   |                                                                                  |
| 1月26日  | 会社に帰ろう！                                                                   | 割戸真友（金元寿子） feat. 小岩井ことり | 「会社に帰ろう！」                                                                                | Webアニメ『幼女社長』エンディングテーマ                                          |
| 1月26日  | 会社に帰ろう！                                                                   | 割戸真友（金元寿子） feat. 小岩井ことり | 「OVER THE DEADLINE」                                                                             | Webアニメ『幼女社長』関連曲                                                      |
| 1月27日  | アイドルマスター ミリオンライブ！ Blooming Clover 第8巻限定版 オリジナルCD       | 天空橋朋花（小岩井ことり）、所恵美（藤井ゆきよ） | 「聖炎の女神」                                                                                    | 漫画『アイドルマスター ミリオンライブ！ Blooming Clover』関連曲                  |
| 2月24日  | のんのんびよりでいず                                                             | 宮内れんげ（小岩井ことり）、一条蛍（村川梨衣）、越谷夏海（佐倉綾音）、越谷小鞠（阿澄佳奈） | 「ただいま」                                                                                      | テレビアニメ『のんのんびより のんすとっぷ』エンディングテーマ                    |
| 4月14日  | カンパイッ！                                                                     | 割戸真友（金元寿子） feat. 小岩井ことり | 「シャチクラーのテーマ」 「Special Thanks:You」                                                   | Webアニメ『幼女社長』関連曲                                                      |
| 4月28日  | のんのんびより のんすとっぷ BD・DVD第2巻特典CD                                   | 宮内れんげ（小岩井ことり）、越谷夏海（佐倉綾音） | 「さいきょうのあそび」                                                                            | テレビアニメ『のんのんびより のんすとっぷ』関連曲                                |
| 5月22日  | THE IDOLM@STER LIVE THE@TER SOLO COLLECTION 08 Fairy Stars                       | 天空橋朋花（小岩井ことり） | 「百花は月下に散りぬるを」                                                                        | ゲーム『アイドルマスター ミリオンライブ！ シアターデイズ』関連曲                 |
| 7月27日  | アイドルマスター ミリオンライブ！ Blooming Clover 第9巻限定版 オリジナルCD       | 天空橋朋花（小岩井ことり）、百瀬莉緒（山口立花子） | 「カーテンコール」                                                                                | 漫画『アイドルマスター ミリオンライブ！ Blooming Clover』関連曲                  |
| 7月28日  | スライム倒して300年、知らないうちにレベルMAXになってました BD下巻特典CD          | クク（小岩井ことり） | 「ありがとう」                                                                                    | テレビアニメ『スライム倒して300年、知らないうちにレベルMAXになってました』挿入歌 |
| 7月28日  | THE IDOLM@STER MILLION THE@TER SEASON Harmony 4 You                              | 765 MILLION ALLSTARS | 「Harmony 4 You」                                                                                 | ゲーム『アイドルマスター ミリオンライブ！ シアターデイズ』関連曲                 |
| 7月28日  | THE IDOLM@STER MILLION THE@TER SEASON Harmony 4 You                              | フェアリースターズ | 「EVERYDAY STARS!!」                                                                              | ゲーム『アイドルマスター ミリオンライブ！ シアターデイズ』関連曲                 |
| 12月15日 | 六本木サディスティックナイト                                                     | 鬼川ナツ（田辺留依）、大場ミサト（小岩井ことり）、弓長ハル（渕上舞）、栗原アズサ（豊田萌絵） | 「六本木サディスティックナイト 〜Night Jewel Version〜」                                          | ゲーム『六本木サディスティックナイト』関連曲                                     |
| 2022年   |                                                                                  | |                                                                                                   |                                                                                  |
| 2月12日  | THE IDOLM@STER LIVE THE@TER SOLO COLLECTION 09 Fairy Stars                       | 天空橋朋花（小岩井ことり） | 「矛盾の月」                                                                                      | ゲーム『アイドルマスター ミリオンライブ！ シアターデイズ』関連曲                 |
| 4月27日  | THE IDOLM@STER MILLION LIVE! M@STER SPARKLE2 06                                  | 天空橋朋花（小岩井ことり） | 「Moonrise Belief」                                                                               | ゲーム『アイドルマスター ミリオンライブ！ シアターデイズ』関連曲                 |
| 4月27日  | D4DJ Groovy Mix カバートラックス vol.4                                           | 海原ミチル（小岩井ことり） | 「POP TEAM EPIC」                                                                                 | ゲーム『D4DJ Groovy Mix』関連曲                                                  |
| 6月29日  | THE IDOLM@STER MILLION THE@TER SEASON LOVERS HEART                               | LOVERS HEART | 「空色♡ Birthday Card」 「Harmony 4 You」                                                         | ゲーム『アイドルマスター ミリオンライブ！ シアターデイズ』関連曲                 |
| 6月29日  | THE IDOLM@STER MILLION THE@TER SEASON LOVERS HEART                               | 天空橋朋花（小岩井ことり）、高槻やよい（仁後真耶子）、佐竹美奈子（大関英里）、七尾百合子（伊藤美来） | 「LOVE is GAME」                                                                                  | ゲーム『アイドルマスター ミリオンライブ！ シアターデイズ』関連曲                 |
| 7月27日  | THE IDOLM@STER MILLION THE@TER SEASON 夢にかけるRainbow                          | 765 MILLION ALLSTARS | 「夢にかけるRainbow」                                                                             | ゲーム『アイドルマスター ミリオンライブ！ シアターデイズ』関連曲                 |
| 7月27日  | THE IDOLM@STER MILLION THE@TER SEASON 夢にかけるRainbow                          | フェアリースターズ | 「夢にかけるRainbow」                                                                             | ゲーム『アイドルマスター ミリオンライブ！ シアターデイズ』関連曲                 |
| 11月30日 | プリンセスコネクト！Re:Dive PRICONNE CHARACTER SONG 30                           | トモ（茅原実里）、ナナカ（佳村はるか）、リン（小岩井ことり） | 「O-TA-O-TA WORLD」                                                                               | ゲーム『プリンセスコネクト！Re:Dive』挿入歌                                      |
| 11月30日 | プリンセスコネクト！Re:Dive PRICONNE CHARACTER SONG 30                           | リン（小岩井ことり） | 「O-TA-O-TA WORLD」                                                                               | ゲーム『プリンセスコネクト！Re:Dive』関連曲                                      |
| 12月14日 | THE IDOLM@STER MILLION THE@TER VARIETY 02                                        | 矢吹可奈（木戸衣吹）、伊吹翼（Machico）、天空橋朋花（小岩井ことり）、北上麗花（平山笑美）、双海真美（下田麻美） | 「ミスティック・セレモニーへの招待状」                                                            | ゲーム『アイドルマスター ミリオンライブ！ シアターデイズ』関連曲                 |
| 12月14日 | THE IDOLM@STER MILLION THE@TER VARIETY 02                                        | 765 MILLION ALLSTARS | 「Brand New Theater! 〜Brand New Year Ver.〜」                                                    | ゲーム『アイドルマスター ミリオンライブ！ シアターデイズ』関連曲                 |
| 2023年   |                                                                                  | |                                                                                                   |                                                                                  |
| 1月14日  | THE IDOLM@STER LIVE THE@TER SOLO COLLECTION 11 Fairy Stars                       | 天空橋朋花（小岩井ことり） | 「P.S I Love You」                                                                                | ゲーム『アイドルマスター ミリオンライブ！』関連曲                                |
| 3月23日  | THE IDOLM@STER 765 MILLION ALLSTARS BEST                                         | 765 MILLION ALLSTARS | 「Thank You!（765 MILLION ALLSTARS ver.）」 「夢にかけるRainbow（Brand New Ver.）」 「Crossing!」 | ゲーム『アイドルマスター ミリオンライブ！ シアターデイズ』関連曲                 |
| 3月23日  | THE IDOLM@STER LIVE THE@TER BEST                                                 | BlueMoon Harmony | 「brave HARMONY（Brand New Ver.）」                                                               | ゲーム『アイドルマスター ミリオンライブ！ シアターデイズ』関連曲                 |
| 4月22日  | THE IDOLM@STER LIVE THE@TER SOLO COLLECTION 12 Fairy Stars                       | 天空橋朋花（小岩井ことり） | 「ミスティック・セレモニーへの招待状」                                                            | ゲーム『アイドルマスター ミリオンライブ！ シアターデイズ』関連曲                 |
| 5月31日  | THE IDOLM@STER MILLION THE@TER VARIETY 03                                        | 如月千早（今井麻美）、木下ひなた（田村奈央）、天空橋朋花（小岩井ことり）、徳川まつり（諏訪彩花）、馬場このみ（髙橋ミナミ） | 「リベレイシング／アロン -LiberaSing Along-」                                                     | ゲーム『アイドルマスター ミリオンライブ！ シアターデイズ』関連曲                 |
| 7月12日  | Synchronicity                                                                    | UniChØrd | 「Synchronicity」 「DJ NANMO WAKARAN」 「ハジマリビート」                                         | ゲーム『D4DJ Groovy Mix』関連曲                                                  |
| 7月12日  | D4DJ Groovy Mix カバートラックス vol.8                                           | UniChØrd | 「INTERNET OVERDOSE」 「回レ!雪月花」                                                             | ゲーム『D4DJ Groovy Mix』関連曲                                                  |
| 7月26日  | THE IDOLM@STER MILLION LIVE! グッドサイン                                        | 765 MILLION ALLSTARS | 「グッドサイン」                                                                                  | ゲーム『アイドルマスター ミリオンライブ！ シアターデイズ』関連曲                 |
| 7月26日  | THE IDOLM@STER MILLION LIVE! グッドサイン                                        | フェアリースターズ | 「グッドサイン」                                                                                  | ゲーム『アイドルマスター ミリオンライブ！ シアターデイズ』関連曲                 |
| 8月23日  | THE IDOLM@STER MILLION ANIMATION THE@TER『Rat A Tat!!!』                         | MILLIONSTARS | 「Rat A Tat!!!」                                                                                  | テレビアニメ『アイドルマスター ミリオンライブ！』オープニングテーマ              |
| 8月23日  | THE IDOLM@STER MILLION ANIMATION THE@TER『Rat A Tat!!!』                         | MILLIONSTARS | 「セブンカウント」                                                                                | テレビアニメ『アイドルマスター ミリオンライブ！』イメージソング                  |
| 9月20日  | THE IDOLM@STER MILLION ANIMATION THE@TER MILLIONSTARS Team1st『Star Impression』 | MILLIONSTARS Team1st | 「Star Impression」                                                                               | テレビアニメ『アイドルマスター ミリオンライブ！』挿入歌                          |
| 10月11日 | クリカエステップ                                                                 | UniChØrd | 「クリカエステップ」 「ピコピコ音頭」 「空想リーパー」                                            | ゲーム『D4DJ Groovy Mix』関連曲                                                  |
| 12月20日 | D4DJ EXCLUSIVE TRACKS                                                            | D4DJ ALL STARS | 「LOVE!HUG!GROOVY!! +nova」                                                                       | ゲーム『D4DJ Groovy Mix』関連曲                                                  |
| 2024年   |                                                                                  | |                                                                                                   |                                                                                  |
| 2月21日  | THE IDOLM@STER MILLION ANIMATION THE@TER START THE DREAM                         | MILLIONSTARS | 「REFRAIN REL@TION」 「Brand New Theater!」                                                       | テレビアニメ『アイドルマスター ミリオンライブ！』挿入歌                          |
| 2月21日  | THE IDOLM@STER MILLION ANIMATION THE@TER START THE DREAM                         | MILLIONSTARS | 「Thank You!（Acoustic ver.）」                                                                   | テレビアニメ『アイドルマスター ミリオンライブ！』挿入歌                          |
| 2月23日  | アイドルマスター ミリオンライブ！ BD 特装版第2巻 特典CD                          | MILLIONSTARS Team1st | 「Rat A Tat!!!」                                                                                  | テレビアニメ『アイドルマスター ミリオンライブ！』関連曲                          |
| 2月24日  | THE IDOLM@STER LIVE THE@TER SOLO COLLECTION 「REFRAIN REL@TION」 Fairy Stars     | 天空橋朋花（小岩井ことり） | 「REFRAIN REL@TION」                                                                              | テレビアニメ『アイドルマスター ミリオンライブ！』関連曲                          |
| 4月14日  | 新春エントロピー/第一ミチル体操                                                  | UniChØrd | 「新春エントロピー」                                                                              | 『D4DJ』関連曲                                                                   |
| 4月14日  | 新春エントロピー/第一ミチル体操                                                  | 海原ミチル（小岩井ことり） | 「第一ミチル体操」                                                                                | 『D4DJ』関連曲                                                                   |
| 4月24日  | D4DJ Groovy Mix カバートラックス vol.9                                           | UniChØrd | 「ハッピーシンセサイザ」                                                                          | ゲーム『D4DJ Groovy Mix』関連曲                                                  |
| 5月22日  | D4DJ XROSS∞BEAT                                                                  | UniChØrd×Abyssmare | 「CYBERPUNK」                                                                                     | ゲーム『D4DJ Groovy Mix』関連曲                                                  |
| 5月22日  | D4DJ XROSS∞BEAT                                                                  | Happy Around!×UniChØrd | 「バイタルサイン」                                                                                | ゲーム『D4DJ Groovy Mix』関連曲                                                  |
| 6月19日  | トーキョーオタクデート/AXIS the world                                            | UniChØrd | 「トーキョーオタクデート」 「孤月」                                                               | ゲーム『D4DJ Groovy Mix』関連曲                                                  |
| 7⽉31⽇  | THE IDOLM@STER MILLION LIVE! 7Days A Week!!                                      | 765 MILLION ALLSTARS | 「7Days A Week!!」 「DIAMOND DAYS」                                                               | ゲーム『アイドルマスター ミリオンライブ！ シアターデイズ』関連曲                 |
| 8⽉21⽇  | みんなDEダイエット                                                               | でも食べ隊 | 「みんなDEダイエット」                                                                            | テレビアニメ『エルフさんは痩せられない。』エンディングテーマ                     |
| 8月28日  | THE IDOLM@STER MILLION MOVEMENT OF STARDOM ROAD 02 Upper Dog                     | 箱崎星梨花（麻倉もも）、天空橋朋花（小岩井ことり）、野々原 茜（小笠原早紀）、馬場このみ（髙橋ミナミ） | 「Upper Dog」                                                                                     | ゲーム『アイドルマスター ミリオンライブ！ シアターデイズ』関連曲                 |
| 2025年   |                                                                                  | |                                                                                                   |                                                                                  |
| 3月5日   | SUPERSTAR                                                                        | Happy Around!・Peaky P-key・Photon Maiden・Merm4id・燐舞曲・Lyrical Lily・UniChØrd | 「SUPERSTAR」                                                                                     | ゲーム『D4DJ Groovy Mix』関連曲                                                  |
| 3月5日   | INTERNET YAMERO                                                                  | UniChØrd | 「INTERNET YAMERO」                                                                               | ゲーム『D4DJ Groovy Mix』関連曲                                                  |

### その他参加楽曲
| 発売日         | 商品名                             | 歌                                         | 楽曲 | 備考 |
| -------------- | ---------------------------------- | ------------------------------------------ | --- | ---- |
| 2017年10月29日 | Comet Seeker                       | chocoNekoβ（原嶋あかり） with 小岩井ことり | 「inner wave」 |      |
| 2018年12月30日 | Harmony of birds feat.小岩井ことり | 小岩井ことり                               | 「ハレのち☆ことり♪」 「運命の輪を廻す者 XX」 |      |
| 2019年9月18日  | ALTER EGO                          | Dual Alter World                           | 「CONSOLE1」 「chaos effect」 「Dual Moog」 「Northern Oscillator」 「Dimension Expander」 「Tokyo Interface」 「Opticuture」 「Audio City」 「Beyond The Sonicwall」 「Veracila」 |      |

### 楽曲提供
- chocoNekoβ（原嶋あかり） with 小岩井ことり「inner wave」（作詞・作曲・編曲）
- 天空橋朋花（小岩井ことり）「Sister」（作詞・作曲）
- TBSラジオ・サウンドステッカー（2015年-）（作詞・作曲・編曲・歌唱・録音）[203][204]
- 小岩井ことり「運命の輪を廻す者 XX」（作詞・作曲・編曲）
- 『VOCALOID5 鳴花ヒメ・ミコト』デモ曲「鳴花」（作詞・作曲・編曲）[201]
- étailes「ちゃんと咲うから見ていて」（作曲・編曲）
- 海原ミチル（小岩井ことり）「POP TEAM EPIC」（編曲）
- 海原ミチル（小岩井ことり）「第一ミチル体操」（作詞・作曲・編曲）
- でも食べ隊「みんなDEダイエット」（作詞）

## イベント
- 小岩井ことりトークショーin早稲田大学（2013年11月3日、早稲田大学〈東京都〉）[205]
- 小岩井ことりトークショー「I.Q世界上位2%の私が上智大学でも無双するそうですよ？」(2019年11月2日、上智大学 〈東京都〉）[206]